# H. L. Hunley

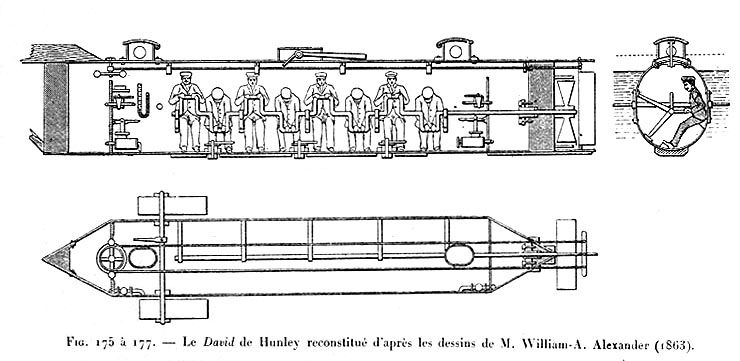
Схема підводного човна, за малюнками Вільяма Александера (1863)

H. L. Hunley («Г. Л. Ганлі», «Г. Л. Ханлі») — підводний човен Конфедеративних Штатів Америки, що зіграв незначну роль в Громадянській війні в США.

## Історія
Підводний човен H. L. Hunley зіграв незначну роль в американській громадянській війні, але велику роль в історії військово-морського мистецтва. Побудований 1863 році під час громадянської війни, за рахунок приватних коштів підприємців Горація Л. Ханлі, Джеймса МакКлінтока і Бакстера Уотсона. Був названий на честь її винахідника, Горація Лоусона Ханлі, незабаром після його прийняття в експлуатацію під контролем армії Конфедерації в Чарльстоні, штат Південна Кароліна. Підводний човен H. L. Hunley продемонстрував як переваги так і небезпеки підводної війни. Це був перший підводний човен, що потопив ворожий корабель (USS Housatonic) з використанням жердинної міни, хоча H. L. Hunley при цьому не був повністю занурений і загинув невдовзі після успішної атаки.
Ще до своєї загибелі човен двічі потрапляв в аварійні ситуації, загалом на ньому загинуло 21 членів екіпажу.